# Kenneth Cameron (juge)
Kenneth John Cameron, né le 11 juin 1931 et mort le 28 janvier 2025, est un juge écossais à la retraite qui est Lord Advocate de 1984 à 1989.

## Jeunesse
Il est le fils de John Cameron, Lord Cameron (1900-1996), sénateur du Collège de justice.
Né à Édimbourg, il fait ses études à l'Académie d'Édimbourg, à Corpus Christi, à Oxford et à l'Université d'Édimbourg.

## Carrière
Il est avocat en 1958 et conseiller de la reine en 1972. Il est nommé président du Tribunal d'appel des pensions d'Écosse en 1976 et président du comité d'enquête en vertu de la loi de 1958 sur la commercialisation agricole en 1980.
Cameron est un Advocate adjoint à partir de 1981 et est nommé Lord Advocate en 1984, l'un des Grands officiers d'État d'Écosse, et est également créé pair à vie en tant que baron Cameron de Lochbroom, de Loch Broom dans le district de Ross et Cromarty, et conseiller privé en 1984. Il prend sa retraite des Lords le 21 avril 2016 .
Lord Cameron de Lochbroom occupe le poste de Lord Advocate jusqu'en 1989, date à laquelle il est nommé sénateur du Collège de justice.
Lord Cameron de Lochbroom est président de la Royal Fine Art Commission for Scotland de 1995 jusqu'à son abolition en 2005, et est membre de la Royal Society of Edinburgh. Il est l'actuel président d'honneur de l'Union sportive de l'Université d'Édimbourg.